# Кульков, Василий Сергеевич
Васи́лий Серге́евич Кулько́в (11 июня 1966, Москва — 10 октября 2020, Москва) — советский и российский футболист, защитник и полузащитник, игрок сборных СССР и России. Мастер спорта СССР (1989). Тренер.

## Карьера

### Клубная
Воспитанник СДЮШОР московского «Динамо» (по другим данным — футбольной школы «Чертаново»). В фарм-клубе москвичей, в «Динамо» (Кашира), проходил два года армейской службы, играл во второй союзной лиге. При этом Кулькова держал на примете главный тренер «Динамо» (Москва) Эдуард Малофеев, привлекал к играм за дубль.
В 1986 года был рекомендован Олегом Романцевым, команда которого, «Красная Пресня», играла в одной зоне с каширским «Динамо», Константину Бескову. В «Спартаке» провёл полгода (играл за дубль), после которых попросился играть за «Красную Пресню». После того как Романцев стал главным тренером в «Спартаке» Орджоникидзе, Кульков последовал за ним. В команде провёл яркий сезон и вслед за Романцевым в 1989 году отправился в московский «Спартак». С первого же сезона стал игроком основы.
В 1991 году принял приглашение португальской «Бенфики», в которую его взяли без просмотра. В команде провёл несколько успешных сезонов. В 1994 году вместе с Юраном принял приглашение Бобби Робсона и перешёл в «Порту».
В 1995 году вернулся в московский «Спартак», где отлично провёл полгода. Планировал остаться в команде и на следующий сезон, но руководство не приняло его условий. В итоге зимой 1996 года отправился играть в «Миллуолл», который после первого круга претендовал на выход в Премьер-лигу Англии. По признанию Кулькова, в Англии ничего не получилось по той причине, что приглашал его один тренер, а вскоре пришёл другой, из Шотландии, и привёл своих игроков. «Миллуолл» в итоге скатился вниз, а потом и вовсе обанкротился. Вторую половину 1996 года лечился после травмы колена, восстанавливал форму.
В начале 1997 года сам пришёл в спартаковский манеж, попросил у Романцева разрешения потренироваться вместе со «Спартаком», не рассчитывая попасть в команду. Однако в феврале 1997 года Романцев сам предложил ему поехать с командой на сбор в Турцию, а потом включил в заявку на чемпионат России. Но сезон у Кулькова не заладился (помешали травмы), и после нескольких матчей он выпал из основы. В середине 1997 года, после разговора с Бышовцем, перешёл в «Зенит»: на тот момент у него был лишний вес, однако Кульков сбросил его, удачно влившись в команду. Контракт был до конца сезона, и по его истечении Кульков покинул команду. Планировал начать работать тренером, но уже в 1999 году стал играть за «Крылья Советов».

### Стиль игры
Техничный, хорошо видевший поле, тонко понимал игру. Был наделён комбинационным даром, отлично владел длинным пасом, умел своевременно и с пользой для команды подключаться к атакам.— 
По словам Анатолия Бышовца, Кульков мог играть и крайнего защитника, и действовать в центральной зоне; его отличали волевые качества, профессионализм и отношение к делу.

### В сборных
В 1989 году дебютировал в сборной СССР в матче против сборной ГДР в отборочной игре к ЧМ-90 в Киеве. Однако игроком основы в сборной стал уже после ЧМ-90, при новом главном тренере, Анатолии Бышовце.
В 1993 году стал одним из футболистов сборной России, чья подпись стояла под «Письмом четырнадцати».
Получил травму колена, из-за которой не смог поехать со сборной России на Евро 1996.

### Тренерская
После завершения игровой карьеры был занят тренерской деятельностью. 19 июля 2002 года на официальном сайте РФС появлялась информация о назначении Кулькова главным тренером юношеской сборной России, несколькими днями спустя признанная пресс-службой данной организации ошибочной. В дальнейшем Кульков работал в тренерских штабах «Алмаза», «Маритиму» (помощник Анатолия Бышовца), «Химок» и «Томи». В 2007—2008 годах входил в тренерский штаб московского «Локомотива». В 2009 году стал тренером молодёжного состава московского «Спартака».
11 января 2013 года, после перевода Дмитрия Гунько в тренерский штаб первой команды «Спартака», Кульков назначен главным тренером молодёжного состава. 17 мая дублёры досрочно одержали победу в молодёжном первенстве. 23 июля, после двух поражений на старте нового сезона молодёжного первенства, в том числе крупного в матче с «Уралом» (1:6), Кульков был отправлен в отставку.
В 2018 году входил в тренерский состав академии «Спартака» имени Федора Черенкова.

## Последние годы жизни
В 2019 году стало известно о том, что у Кулькова диагностирован плоскоклеточный рак пищевода, однако сам игрок скрывал болезнь от многих своих друзей. Ещё больше усугубил состояние его здоровья тот факт, что он переболел коронавирусом COVID-19. Скончался 10 октября 2020 года в реанимации одной из больниц, незадолго до операции, которую должен был перенести в тот же день.
Похоронен на Троекуровском кладбище в Москве.

## Достижения

### В качестве игрока
Спартак (Москва)
- Чемпион СССР: 1989
- Серебряный призёр чемпионата СССР: 1991
- Бронзовый призёр чемпионата России: 1995

Бенфика
- Чемпион Португалии: 1993/94
- Обладатель Кубка Португалии: 1992/93

Порту
- Чемпион Португалии: 1994/95
- Обладатель Суперкубка Португалии: 1994

Зенит (Санкт-Петербург)
- Обладатель Кубка России: 1998/99

### В качестве тренера
Локомотив (Москва)
- Обладатель Кубка России: 2006/07

Спартак (Москва)
- Победитель молодёжного первенства России: 2012/13

### Личные
- В списке 33 лучших футболистов сезона в СССР (1): № 1 — 1991.